# Пентагерман
Пентагерман — бинарное неорганическое соединение металла германия и водорода с формулой Ge5H12,
бесцветная жидкость с отвратительным запахом.

## Получение
- При пропускании моногермана через слабый электрический разряд получается смесь высших германов GenH2n+2 с n=2÷9, которые разделяют перегонкой.

## Физические свойства
Пентагерман образует бесцветную жидкость, которая начинает разлагаться уже при 50°С.